# Discharge (album)
Discharge è un album del gruppo hardcore punk Discharge pubblicato nel 2002 dalla Sanctuary Records.

## Tracce
1. You Deserve Me – 1:55
2. Almost Alive – 2:15
3. Corpse of Decadence – 2:19
4. Trust 'Em – 1:49
5. M.A.D – 1:52
6. Accessories by Molotov – 2:20
7. Into Darkness – 2:02
8. Hype Overload – 2:48
9. You – 2:39
10. What Do I Get – 2:24
11. Hell is War – 1:42
12. Accessories by Molotov Remix – 3:24
13. Corpse of Decadence Remix – 3:29